# Jovanni Masini
Jovanni Pedro Masini (Campinas, 26 de junho de 1930 – Ponta Grossa, 10 de julho de 2010) foi um político brasileiro.

## Biografia
Filho de Carlos Masini e Margherita Sanini Masini, aos 24 anos de idade ingressou na Faculdade de Direito da Universidade Federal do Paraná (UFPR). Formado, conseguiu fundar o próprio escritório de advocacia em Ponta Grossa, no Paraná. Além da área acadêmica e jurídica, Masini foi empresário na área de indústria e de agropecuária, também comercializando automóveis.
A vida política começou na Câmara dos Deputados em Brasília. No Congresso Nacional, Masini concorreu e venceu as eleições de 1986, pelo Parido do Movimento Democrático Brasileiro (PMDB), no cargo de deputado federal. O mandato político de quatro anos registrou atuações na Assembleia Nacional Constituinte, em funções exercidas na Subcomissão de Orçamento e Fiscalização Financeira, na Comissão do Sistema Tributário, Orçamento e Finanças, na Subcomissão de Ciência e Tecnologia e da Comunicação, da Comissão da Família, da Educação, Cultura e Esportes, na Ciência e Tecnologia e da Comunicação. O político ainda dirigiu regionalmente a União Democrática Ruralista, em defesa dos latifundiários contrários à Reforma Agrária, durante a Constituinte.
Masini teve posições opostas ao limite do direito de propriedade provada, à remuneração dobrada para o serviço extra, a jornada semanal de 40 horas, o turno ininterrupto de seis horas, a nacionalização do subsolo, a estatização do sistema financeiro, o limite de doze por cento ao ano para os juros reais, a proibição do comércio de sangue, a limitação dos encargos da dívida externa e a criação de um fundo de apoio à reforma agrária. Mesmo não comparecendo à maioria das votações na Câmara, o então deputado federal não quis aprovar medidas como regulamentação do salário mínimo, aviso prévio, direito de greve e do piso salarial. No entanto, esteve favorável ao mandado de segurança coletivo, à proteção ao trabalho contra despedida sem justa causa, ao aborto, ao voto aos 16 anos, do presidencialismo, ao mandato de cinco anos para o presidente José Sarney e à anistia para os micro e pequenos empresários.
Em 5 de outubro de 1988, com a votação e promulgação da Constituição, Masini retornou à Câmara dos Deputados em Brasília, mas passou o bastão do legislativo em 1991, após o último mandado de reeleição. A vida pública chegou ao executivo quando, em 1992, foi eleito vice-prefeito de Ponta Grossa, no Paraná, ao lado de Paulo Cunha Nascimento. A saúde fez com que o ele se afastasse do mandato na legislatura 1987-1991 por 10 dias, a partir de 9 de junho, e por 20 dias, a partir de 1 de agosto de 1990 e, enfim, abdicasse a carreira política para se empenhar nas funções anteriores aos três poderes. Neste período, o advogado, agropecuarista e comerciante Masini assumiu a vice-presidência da Associação Brasileira de Distribuidores de Veículos.